# Ngọc nữ hoa vàng
Bạch đồng nam hay ngọc nữ vòm, ngọc nữ hoa vàng (danh pháp: Clerodendrum petasites) là một loài thực vật có hoa trong họ Hoa môi. Loài này được (Lour.) S.Moore mô tả khoa học đầu tiên năm 1925.